# Akastos (Sohn des Medon)
Akastos (altgriechisch Ἄκαστος Ákastos), der Sohn des Medon, wurde (nach der noch sehr mythisch geprägten Überlieferung) nach dem Tod seines Vaters Archon von Athen. Laut dem Chronikon des spätantiken Kirchenvaters Eusebius von Caesarea soll es zur Regierungszeit des Akastos eine Auswanderungswelle nach Ionien gegeben haben. Angeblich befand sich auch Homer unter den Emigranten.
Aristoteles gibt in seiner Athenaion politeia an, dass nach Meinung einiger das Amt des Archon erst mit Akastos eingeführt wurde, denn die Archonten müssten schwören, ihre Amtsgeschäfte „wie in den Tagen des Akastos“ zu führen.
Nach Akastos wurde sein Sohn Archippos Archon.